# Nikolái Sverchkov
Nikolái Yegórovich Sverchkov (en ruso: Никола́й Его́рович Сверчко́в; San Petersburgo, Imperio ruso; 2 de febrero de 1817 – Tsárskoye Seló, Imperio ruso; 25 de julio de 1898) fue un pintor ruso que se especializó en escenas de género y caza con caballos. También fue miembro de la Academia Imperial de las Artes.

## Biografía
Nikolái Sverchkov nació el 2 de febrero de 1817 en San Petersburgo, la entonces capital del Imperio ruso. Su padre era palafrenero imperial y cochero. Cuando era niño, trabajó con su padre en las cuadras del palacio imperial y comenzó a dibujar animales. Impresionados con su trabajo, sus padres hicieron arreglos para que asistiera a clases en la Academia Imperial de las Artes donde tomó clases con el pintor de batallas, Alexander Sauerweid, de 1827 a 1829. Incapaz de mantenerse al día con el riguroso programa de la academia, fue transferido a la prestigiosa Escuela de San Pedro, donde estudió desde 1829 hasta 1833. Después de graduarse, encontró trabajo en el Ministerio del Interior.
En esta época pintaba en su tiempo libre y mostró sus obras en las exposiciones anuales de la Academia. En 1839, se le otorgó el título de «Artista libre» y abandonó el servicio civil. Durante la década de 1840, visitó varias yeguadas famosas para pintar escenas de los caballos. En 1850, estos dibujos y pinturas fueron publicados en forma de libro por la empresa Velten en Karlsruhe.
Después, visitó a Nikolái Nekrásov en su finca cerca de Yaroslavl y creó ilustraciones para algunas de sus obras. En 1852, fue nombrado «académico» por sus populares pinturas de troikas y se convirtió en profesor de pintura en 1855.
Entre 1856 y 1864 vivió en el extranjero; primero en París, donde expuso en el Salón de París, luego en Londres y Bruselas. En 1863, el emperador francés Napoleón III compró su famosa pintura regresando de una cacería de osos.
Al regresar a San Petersburgo en 1864, el zar Alejandro II le encargó que pintara un gran lienzo que representaba la partida del zar Alexis I para inspeccionar sus tropas en 1664. Continuaría recibiendo órdenes de la Corte Real hasta 1882. La mayor parte de su trabajo consistía en realizar retratos ecuestres de los miembros de la Familia Real, pero también realizó escenas de batalla; especialmente de la guerra ruso-turca.
Continuó exhibiendo con frecuencia, participando en numerosos espectáculos y exposiciones internacionales, incluida la Exposición Universal de Filadelfia de 1876. En total, realizó 350 pinturas y más de mil dibujos.

## Obras

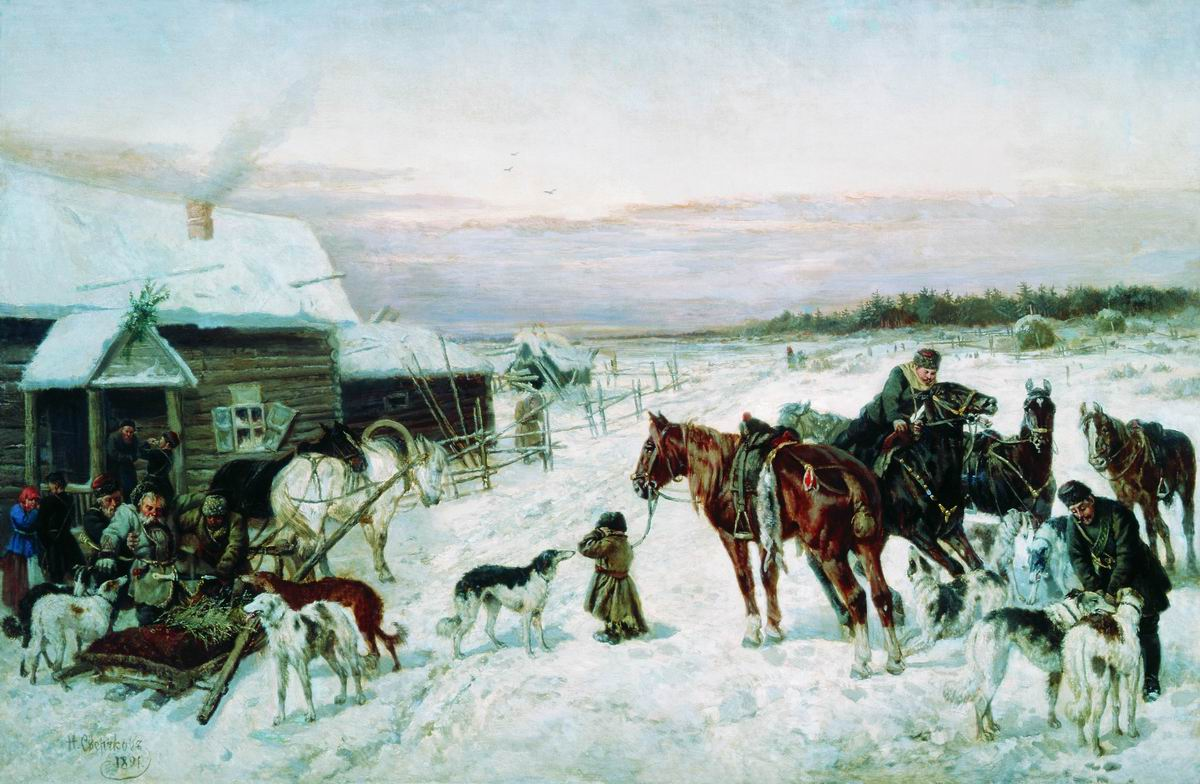
Viajeros en una posada en invierno (1899)
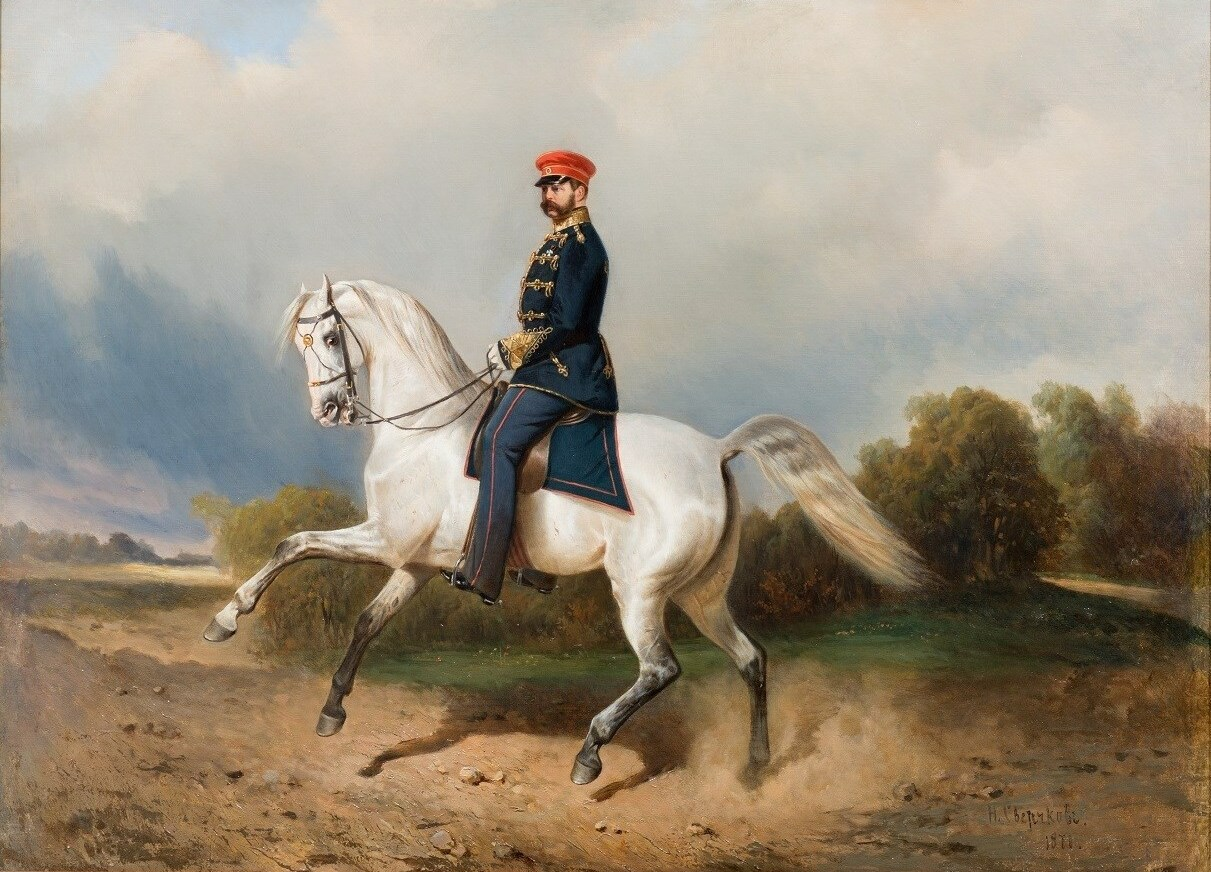
Emperador Alejandro II (1871)
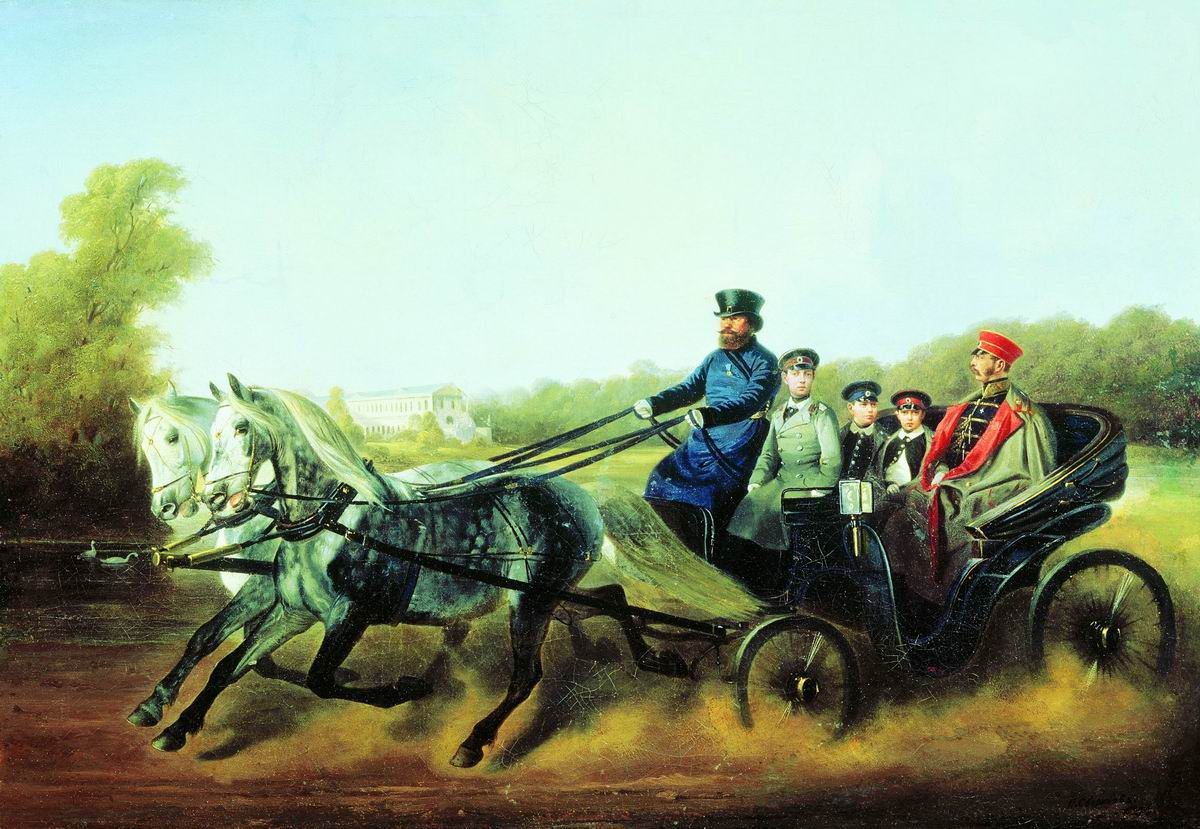
Emperador Alejandro II con sus hijos en un cochecito
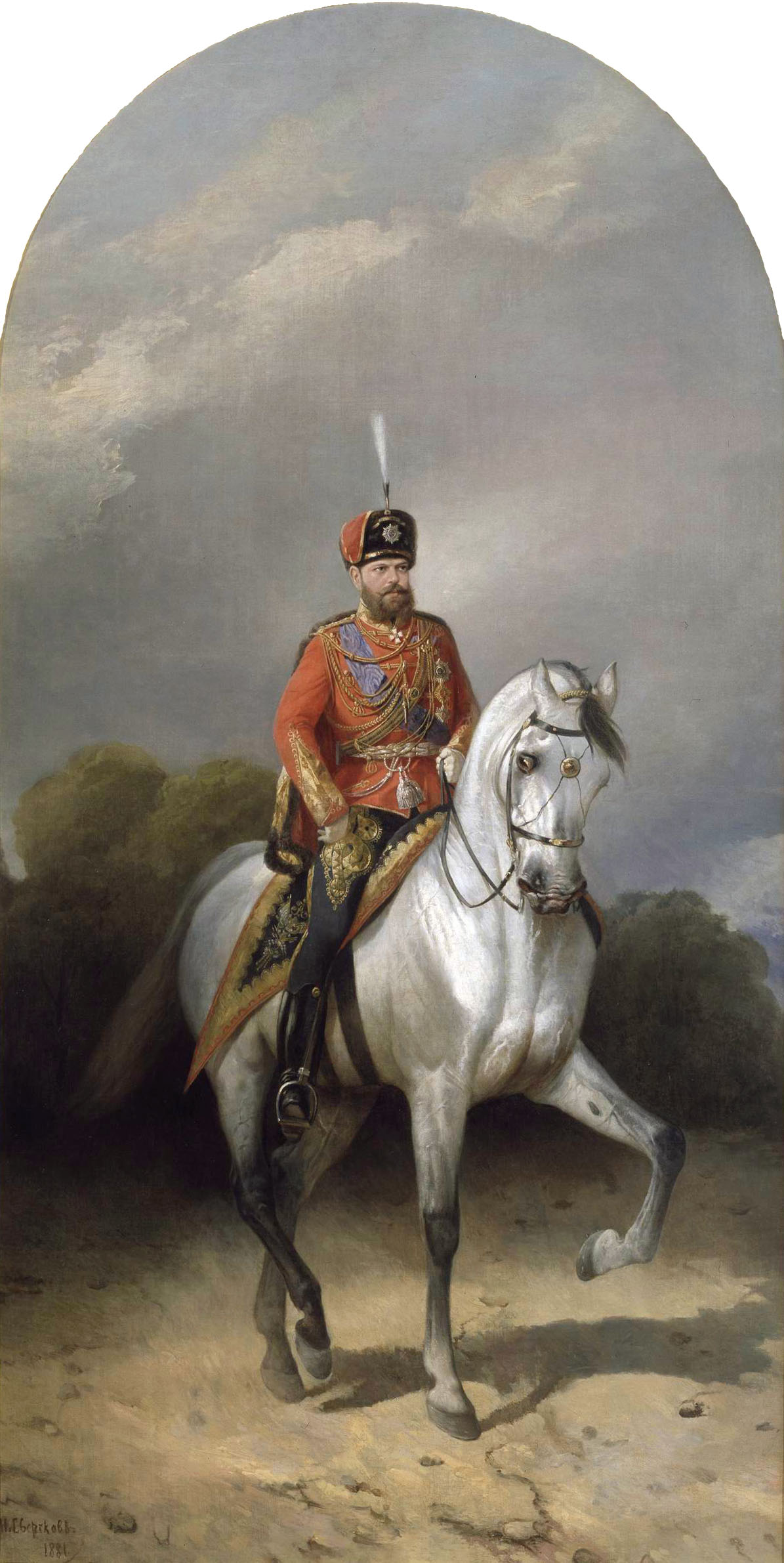
Emperador Alejandro III (1881)
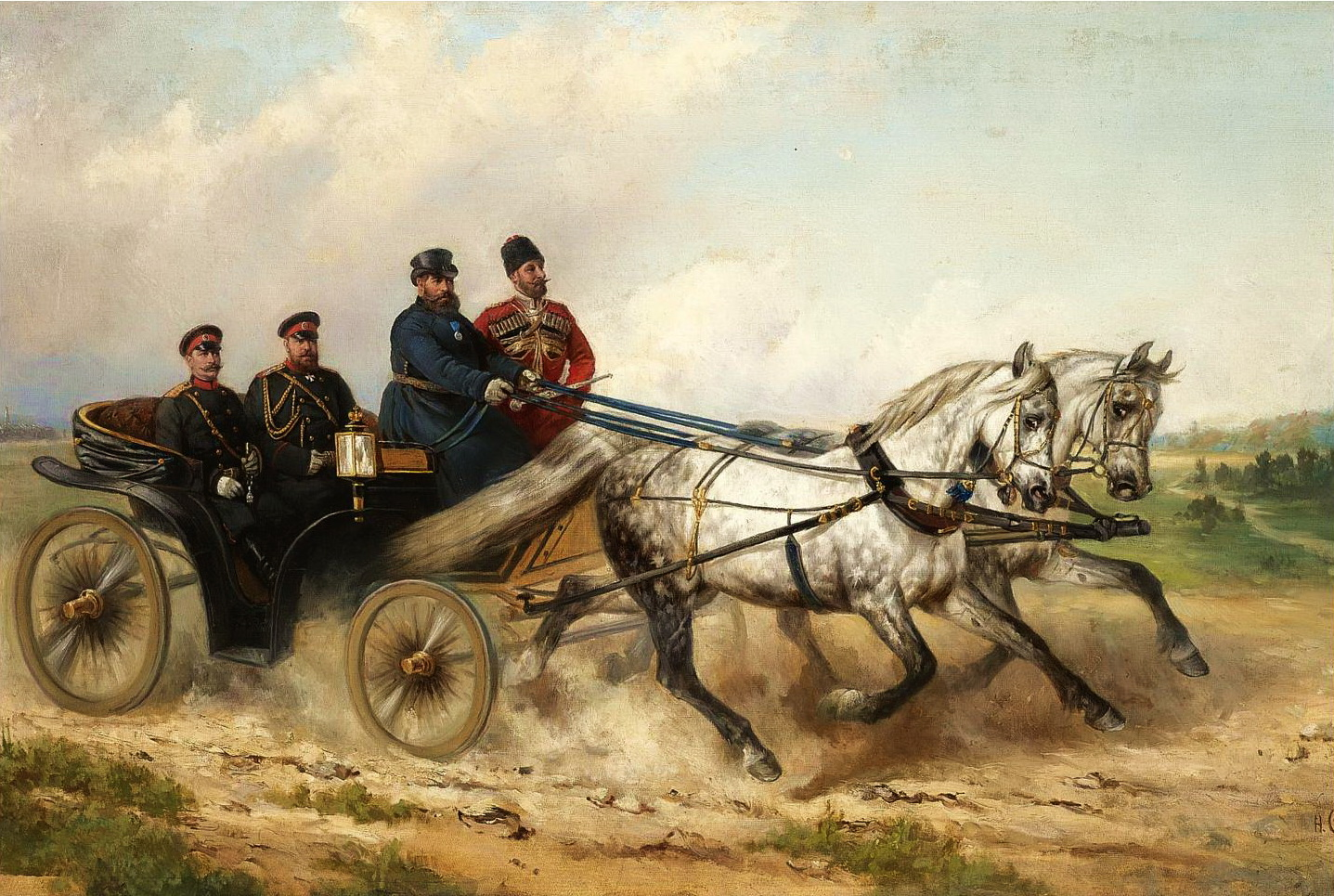
Emperador Alejandro III y Kaiser Guillermo en un coche abierto (1888)
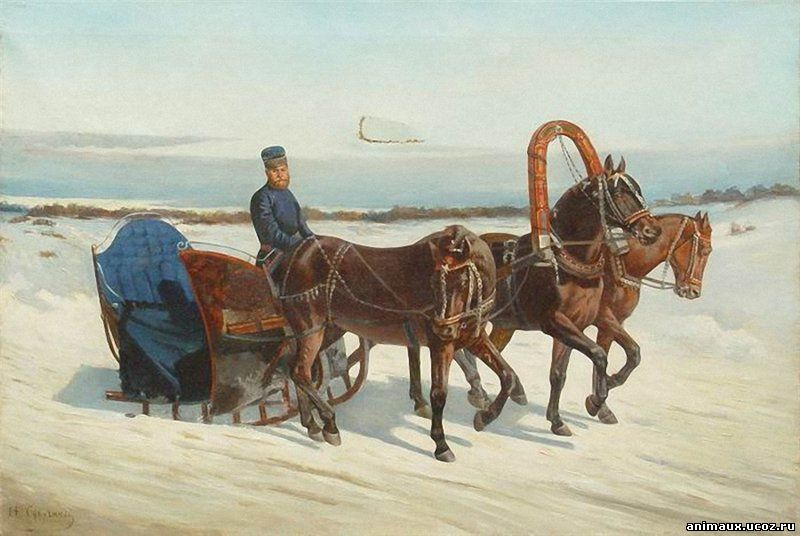
Troika (1848)
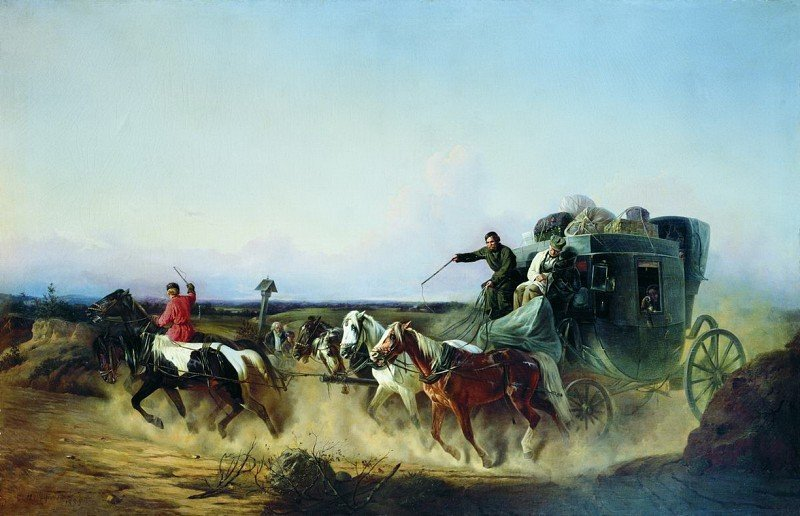
Un propietario en un coche veloz (1855)
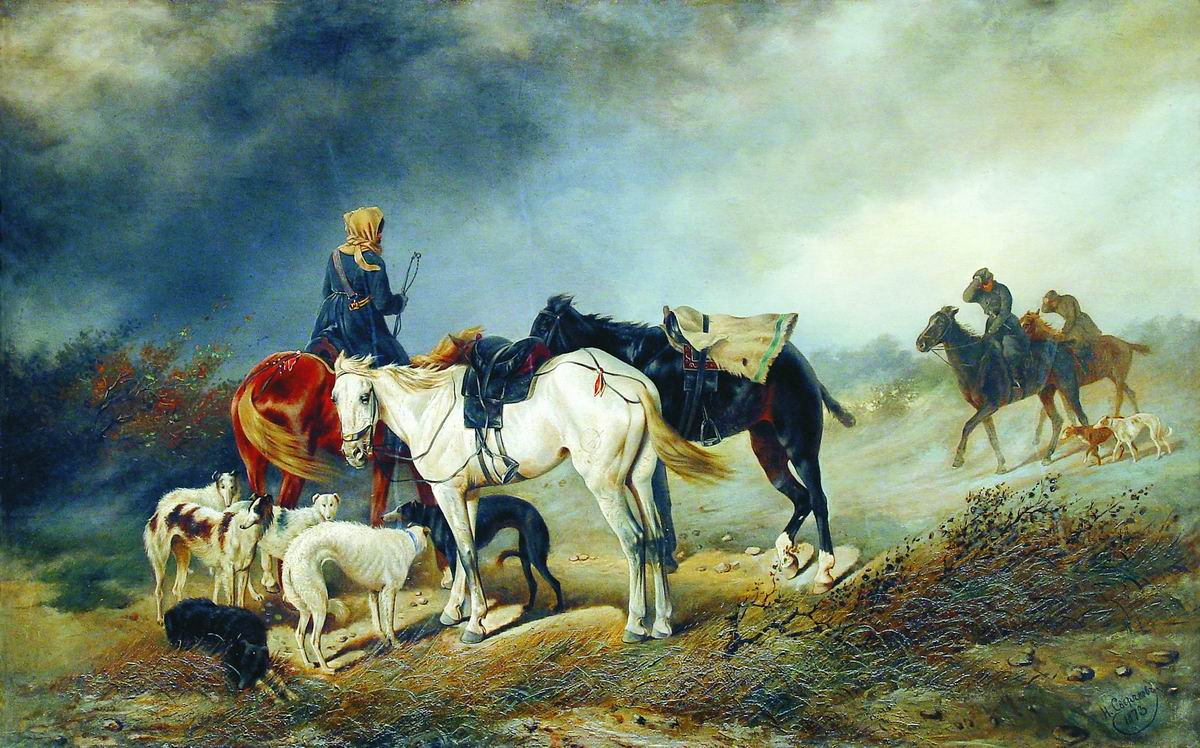
Cazadores en la estepa (1873)
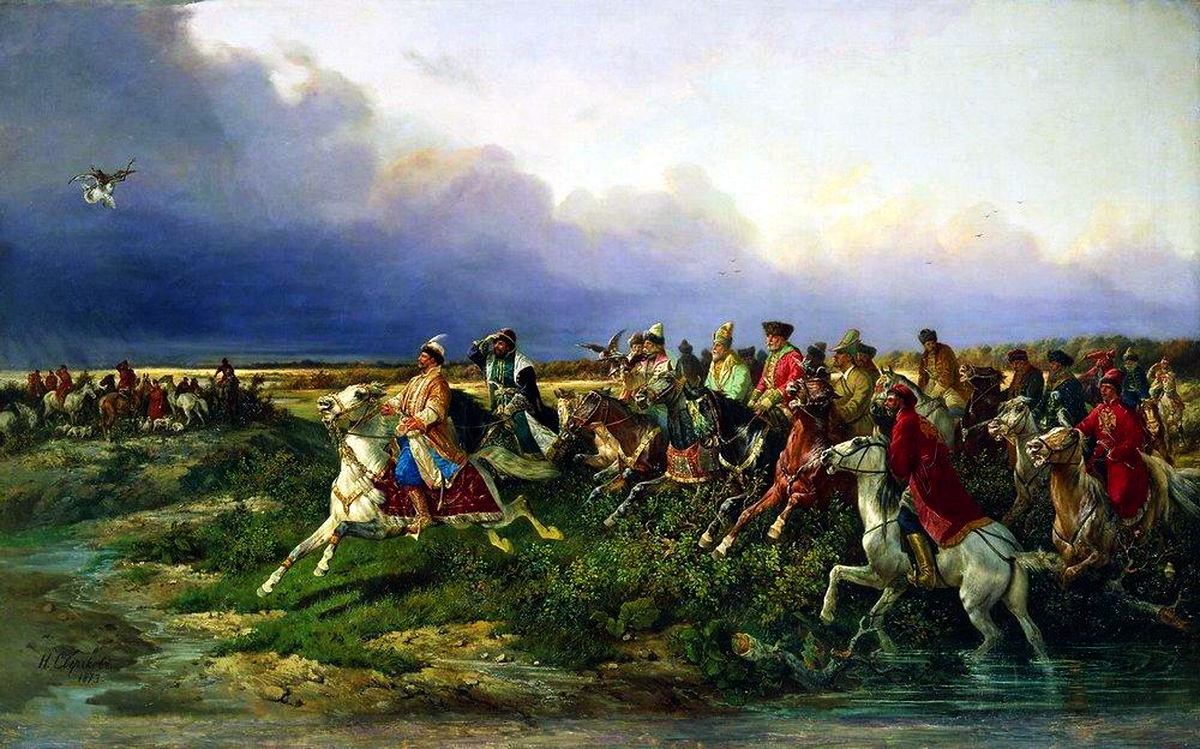
Cetrería con el Zar Alexis I y sus boyardos